# Boek van de Zuidelijke Qi
Het Boek van de Zuidelijke Qi of Nanqishu is een van de boeken uit de Vierentwintig Geschiedenissen, de verzameling officiële geschiedenissen van Chinese keizerlijke dynastieën. Het boek is tot stand gekomen tussen 502 en 519 en beschrijft de geschiedenis van de Zuidelijke Qi-dynastie (479-502), een van de Zuidelijke Dynastieën.

## Ontstaan
De samensteller van de Nanqishu was Xiao Zixian (蕭子顯), 489-537). Hij was de kleinzoon van keizer Gaozu (r. 479-482), de stichter van de Zuidelijke Qi-dynastie. Xia Zixian was daarmee de enige samensteller van een officiële dynastieke geschiedenis die direct afstamde van de stichter van het heersershuis waarover hij schreef. Xia Zixian had de beschikking over een overzicht dat al tijdens de Zuidelijke Qi-dynastie door Tan Chao en Jiang Yen was samengesteld. Dat werk was gebaseerd op de officiële documenten uit het keizerlijke archief.
Oorspronkelijk heette het werk Qishu (齊書). Tijdens de Song-dynastie werd het woord nan (zuid) aan de naam toegevoegd om een onderscheid te kunnen maken met de Beiqishu (het Boek van de Noordelijke Qi), een van de Noordelijke Dynastieën.

## Inhoud
De huidige Nanqishu bevat 59 juan en volgt de indeling van de Shiji en de Hanshu:
| dynastieke geschiedenis | benji (annalen) | shijia (erfelijke geslachten | biao (tabellen) | shu (verhandelingen | liezhuan (biografieën) | Totaal aantal juan |
| ----------------------- | --------------- | ---------------------------- | --------------- | ------------------- | ---------------------- | ------------------ |
| Nanqishu                | 8               | -                            | -               | 11                  | 40                     | 59                 |

Oorspronkelijk bestond de Nanqishu uit 60 'juan'. Mogelijk ging het bij het verdwenen hoofdstuk om inleidende tabellen. Ook bij de biografieën ontbreken stukken tekst.

## Chinese tekst
- 蕭子顯, 《南齊書》 (59卷), 北京 (中華書局), 1972 (Xiao Zixian, Nanqishu (59 juan), Beijing (Zhonghua shu ju), 1972), 2 delen, 1038 pp.

Herdrukt 1999, ISBN 9787101021288. De Zhonghua uitgave van de Vierentwintig Geschiedenissen is de meest gebruikte uitgave. De teksten zijn voorzien van leestekens, ingedeeld in paragrafen en geschreven in traditionele karakters.